# Hångsdala
Hångsdala är kyrkbyn i Hångsdala socken i Tidaholms kommun i Västergötland, belägen öster om Falköping.
Här ligger Hångsdala kyrka.